# Oviascoma
Oviascoma är ett släkte av svampar. Oviascoma ingår i familjen Pyronemataceae, ordningen skålsvampar, klassen Pezizomycetes, divisionen sporsäcksvampar och riket svampar.